# 維京高地
72°4′S 23°24′E / 72.067°S 23.400°E
維京高地（英語：Viking Heights），是南極洲的山峰，位於毛德皇后地的朗希爾德公主海岸，處於坦加爾登峰和維德勒山之間，屬於南龍達訥山脈的一部分，海拔高度2,960米，1957年挪威製圖師根據美國海軍拍攝的空中照片繪入地圖，現時由南極條約體系管理。